# العلاقات البوتسوانية الهندية
اعترفت الهند ببوتسوانا بعيد نيل الأخيرة لاستقلالها عام 1966 وافتتحت سفارة لها في العاصمة غابورون عام 1987. وبالمثل فقد افتتحت بوتسوانا سفارة لها في نيودلهي عام 2006.
قام الرئيس البوتسواني فستوس موغاي بإجراء زيارتين إلى الهند كانت الأولى في مايو عام 2005، والثانية في ديسمبر عام 2006. وافقت الهند خلال زيارة موغاي الثانية على تقديم خط ائتماني لبوتسوانا بقيمة عشرين مليون دولار، بالإضافة إلى منحة مساعدة مالية بقيمة 50 مليون روبية بهدف تطوير قطاعي التعليم والصحة في بوتسوانا.
وقَّع البلدان على عدة اتفاقيات في مجالات التجارة الئنائية والضرائب والتبادل الثقافي والعلمي والتقني. كما تدخل بوتسوانا في مشروع شبكة إي الأفريقية الذي ترعاه الهند. توصل الطرفان في شهر سبتمبر من عام 2014 إلى اتفاق يُقدِّمُ الجيش الهندي بموجبه التدريب العسكري لقوات الدفاع البوتسوانية. أمَّا على صعيد التعاون التعليمي فيحق للطلاب البوتسوانيين الحصول على منح دراسية يقدمها برنامج التعاون التقني والاقتصادي الهندي (ITEC) والمجلس الهندي للعلاقات الثقافية (ICCR).

## العلاقات الاقتصادية
بلغ حجم التجارة الثنائية بين بوتسوانا والهند 1.1 مليار دولار في 2014 - 2015. يُشكّل الألماس السلعة الأساسية التي تستوردها الهند من بوتسوانا، ومن أهم السلع التي تصدِّرها الهند إلى بوتسوانا هي المواد المصنَّعة والمعادن والآلات والمعدات وخيوط القطن والأقمشة والملابس الجاهزة والأدوية ومعدات النقل.
تُمثّل احتياطيات بوتسوانا الكبيرة من الألماس موضع اهتمامٍ كبيرٍ بالنسبة لقطاع صناعة الألماس الهندي ولا سيما في مدينة سورات حيث تشكّل سورات مركزاً رئيسياً لتلميع وقطع الألماس الخام. لدى العديد من الشركات الهندية المتخصصة في مجال صياغة الألماس مكاتب ومصانع في بوتسوانا. وقَّع المعهد الهندي للألماس اتفاقية مع الحكومة البوتسوانية عام 2008 لإنشاء معهد هندي-أفريقي للألماس في البلاد يعمل على التنسيق والتعاون مع هيئة تدريس هندية تتولى تأهيل وإقامة دورات في تقطيع الألماس وتلميعه وتصنيفه إلى جانب تصنيع المجوهرات.
استحوذت شركة جيندال للصلب والطاقة المحدودة (JSPL) على شركة «سي آي سي إنيرجي» (CIC Energy) الكندية التي تعمل في تعدين الفحم وإنتاج الطاقة في بوتسوانا. وأعلنت شركة جيندال (JSPL) عن نيتها إنشاء محطتين لتوليد الطاقة الكهربائية بقدرة 300 ميغاوات في مناطق انتشار كتل الفحم في مامامبولا حيث تم العثور على رواسب ضخمة من الفحم.
افتتحت بوتسوانا مكتباً تجارياً تحت اسم «هيئة تنمية الصادرات والاستثمار في بوتسوانا» (BEDIA) في مومباي عام 2010. وقد غُيّر اسم المكتب لاحقاً ليصبح «مركز بوتسوانا للاستثمار والتجارة» (BITC). أعلن مساعد وزير التجارة والصناعة البوتسواني ماكسويل موتواني أن «بوتسوانا قد وجدت بيئةَ الأعمال التجارية الهندية متوافقةً، وتسعى للاستفادة من الخبرات في مجالات مثل تقنية المعلومات والرعاية الصحية والنقل والتعليم»، وجاء ذلك عقب اجتماع عُقِدَ بين مركز بوتسوانا للاستثمار والتجارة واتحاد الصناعة الهندية في شهر يوليو عام 2010.
باشر بنك برودا العمل في بوتسوانا عام 2001، وافتتح بنك الهند أول فرع له في البلاد في العاصمة غابورون بتاريخ 9 أغسطس عام 2013، كما افتتح بنك الدولة الهندي فرعاً له في العاصمة بتاريخ 26 نوفمبر 2013.

## الجالية الهندية في بوتسوانا
بلغ عدد الأفراد المنحدرة أصولهم إلى الهند في بوتسوانا اعتباراً من عام 2016 ما يتراوح من 7,000 إلى 8,000 شخص، ويحمل منهم ما يتراوح من 3000 إلى 4000 شخص الجنسية البوتسوانية. يعمل معظم أفراد الجالية الهندية في مهن التعليم والمحاسبة والتصنيع والسكك الحديدية. إجمالاً يأتي معظم المهاجرين الهنود في البلاد من ولايات كجرات وكيرلا وأندرا براديش وتاميل نادو. وكان هناك عضو برلماني مرشح (يختلف عن العضو المنتخب) في البرلمان البوتسواني من أصول هندية.

## وصلات خارجية
- لجنة جمهورية بوتسوانا العليا في نيودلهي (بالإنجليزية)
- لجنة الهند العليا في غابورون (بالإنجليزية)